# Озерський (Курська область)
Озерський  (рос. Озерский) — селище в Пристенському районі Курської області Російської Федерації.
Населення становить 40[20] осіб. Входить до складу муніципального утворення посёлок Кировский.

## Історія
Населений пункт розташований на території українського етнічного та культурного краю Східна Слобожанщина.
Від 2004 року входить до складу муніципального утворення посёлок Кировский.

## Населення
| 2002 | 2010 | 2012 | 2013 | 2014 | 2015 | 2016 |
| ---- | ---- | ---- | ---- | ---- | ---- | ---- |
| 108  | ↘75  | ↘68  | ↘61  | ↘55  | ↘54  | ↗56  |
| 2017 | 2018 | 2019 | 2020 | 2021 |      |      |
| ↘47  | ↗50  | ↘47  | ↘45  | ↘40  |      |      |